# SN 2010ly
SN 2010ly – supernowa typu Ia odkryta 13 listopada 2010 roku w galaktyce A030503-1940. W momencie odkrycia miała maksymalną jasność 17,90m.